# Slapshot
Slapshot — американская панк-хардкор группа, основана в Бостоне в 1985 году.

## История
Группа была образована в 1985 году, когда хардкор-сцена в Бостоне переживала не лучшие времена. Стив Райстин (экс-участник Terminally Ill’s) предложил жаждущему играть Джеку Келли (экс-Negative FX и Last Rights) собраться в одной группе. Так в октябре 1985 года Стив Райстин, Марк МакКай (менеджер группы Terminally Ill’s) и Джек Келли сформировали первый состав Slapshot. Тройка начала писать песни, и вскоре к группе присоединился Джонатан Энастас (экс-Decadence и DYS). Они были хорошими друзьями с Джеком Келли, и Энастас уважал новое видение Келли олдскул-хардкора. Из-за репутации участников, группа была известна ещё до своего дебюта; В стиле Малкольма Маклэрена некий автор одного из местных зинов написал, что «Slapshot — шикарно рубят в живую» ещё до того, как они дали свой первый концерт.
В отличие от большинства их коллег по хардкор-сцене, Slapshot решили включить в первый альбом 24 записи, в противоположность обычным 8 или 16 трекам. Чтобы уменьшить затраты, они сделали запись ночью и закончили альбом на четырёх сессиях. Back on the Map был выпущен лейблом Taang!
Состав группы претерпевал много изменений за свои первые несколько лет, хотя её звук оставался таким же. В июле 1988 ушёл Марк МакКай и к группе присоединился Джейми Скиараппу, прежний басист SSD. Джейми дебютировал с Slapshot в CBGB. Он ушёл в 1990 и был заменён Крисом Лорией.
После выпуска альбома 1993 года, Slapshot отправился в тур по Европе. Во вторую дату тура они сделали запись концертного альбома в Берлине под названием Live At SO36. В следующем году они записали Unconsciousness в Чикаго со Стивом Альбини, экс-членом Big Black и продюсером Nirvana.
В Августе 1994 года Slapshot поехали на 2-х месячный тур с группой Ignite, и сплит «7» сингл альбом вышел по его продвижению. Тур стартовал в шведском фестивале «hultsfred» 11 августа и закончился 4 октября в Германии. Slapshot отыграли 50 концертов в семи странах мира за 54 дня.
Примерно в то же время не было записано треков. В этой группе произошла трагедия. Экс-гитарист и басист группы Slapshot Джордан Вуд покончил жизнью самоубийством. После этого привели обратно к группе Марк Маккай и он снова вернулся в состав группы Slapshot.
С наиболее твёрдым составом Slapshot вернулся в студию, чтобы записать свой самый тяжёлый альбом на сегодняшний день, альбом назывался «16 Valve Hate» и был выпущен в 1995 году (Lost & Found Records/Taang! Records). И менее года спустя Slapshot с тем же составом выпустили полноформатник под названием «Old Tyme Hardcore» (Taang! Records, 1996).
Это был возврат к хардкор пути, группа думала, что звук должен быть и украшать обложку классического твердотельного трека «Get It Away».
В июле 1997 года, У Slapshot должен был быть их последний концерт в Соединённых Штатах в течение пяти лет, в Плимуте, штат Массачусетс.
Они гастролировали по Европе в 1999, включая остановку на Graspop металла заседании в Бельгии. В декабре 1999 года на группу Slapshot был выпущен трибьют под названием «Boston Drops the Gloves». В альбом включены кавер в исполнении 22 Бостон-групп.
В 2001 году Slapshot выпустил новый альбом под названием «Greatest Hits, Slashes And Crosschecks». Это перезаписанные классические треки, в которых фигурируют записи группы с Дэвидом Линком на басе и последний записанный материал с гитаристом Майк Боузер.
Примерно в это же время Майк Боузер решил переехать в Нью-Йорк на новую работу и после поиска гитариста, которым стал Эд Лалли они вернулись в студию для записи альбома «Digital War» (2003 Scream Records) с последующим 2005-м году «Tear It Down» (Thorp Records).
В 2012 EP под названием «I Believe» был выпущен на лейбле TAANG! И это было по счёту 11 релизов выпущенные от Taang.
В 2014 году вышел новый альбом под названием «Slapshot» лейблами «Olde Tyme Records» и «Brass City Boss Sounds».

## Дискография
- Back On The Map EP, 1986
- Same Mistake EP, 1988
- Step On It, 1988
- The CD (сборник), 1989
- Firewalker EP, 1990
- Sudden Death Overtime, 1990
- Blast Furnace, 1993
- Live At SO36, 1993
- Unconsciousness, 1994
- Split w/ Ignite, 1994
- 16 Valve Hate, 1995
- Old Tyme Hardcore, 1996
- Greatest Hits, Slashes And Crosschecks, 2001
- Digital Warfare, 2003
- The New England Product Session EP, 2003
- Tear It Down EP, 2005
- Super Pro Hardcore, 2005
- This Is Hardcore, 2013
- Slapshot, 2014
- Bloodbath In Germany, 2016
- Make America Hate Again, 2018